# 마체이 술케비치

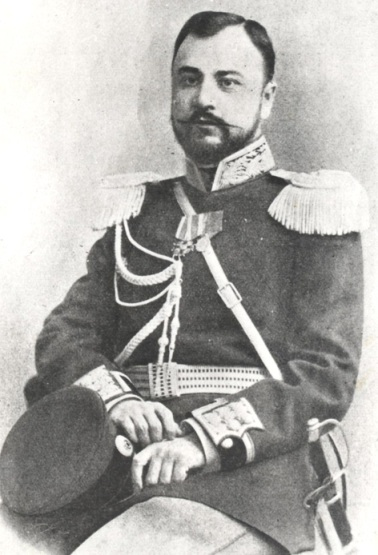
마체이 술케비치

마체이 알략산드라비치 술케비치(벨라루스어: Мацей Аляксандравіч Сулькевіч, 아제르바이잔어: Süleyman bəy Sulkeviç 쉴레이만 베이 술케비치, 1865년 6월 20일 ~ 1920년 7월 15일)는 벨라루스, 아제르바이잔의 군인이다.
벨라루스에서 타타르족 부모의 아들로 태어났다. 1883년 러시아 제국 군대에 입대했으며 1886년에는 장교로 승진했다. 러시아 내전이 진행 중이던 1918년에는 크림반도에 수립된 크림 지방 정부의 총리를 역임했지만 백계 러시아인 세력이 크림반도를 장악하면서 아제르바이잔으로 이주했다. 1919년부터 1920년까지 아제르바이잔 민주공화국 군대의 참모총장을 역임했다.